# ダッチハーバー

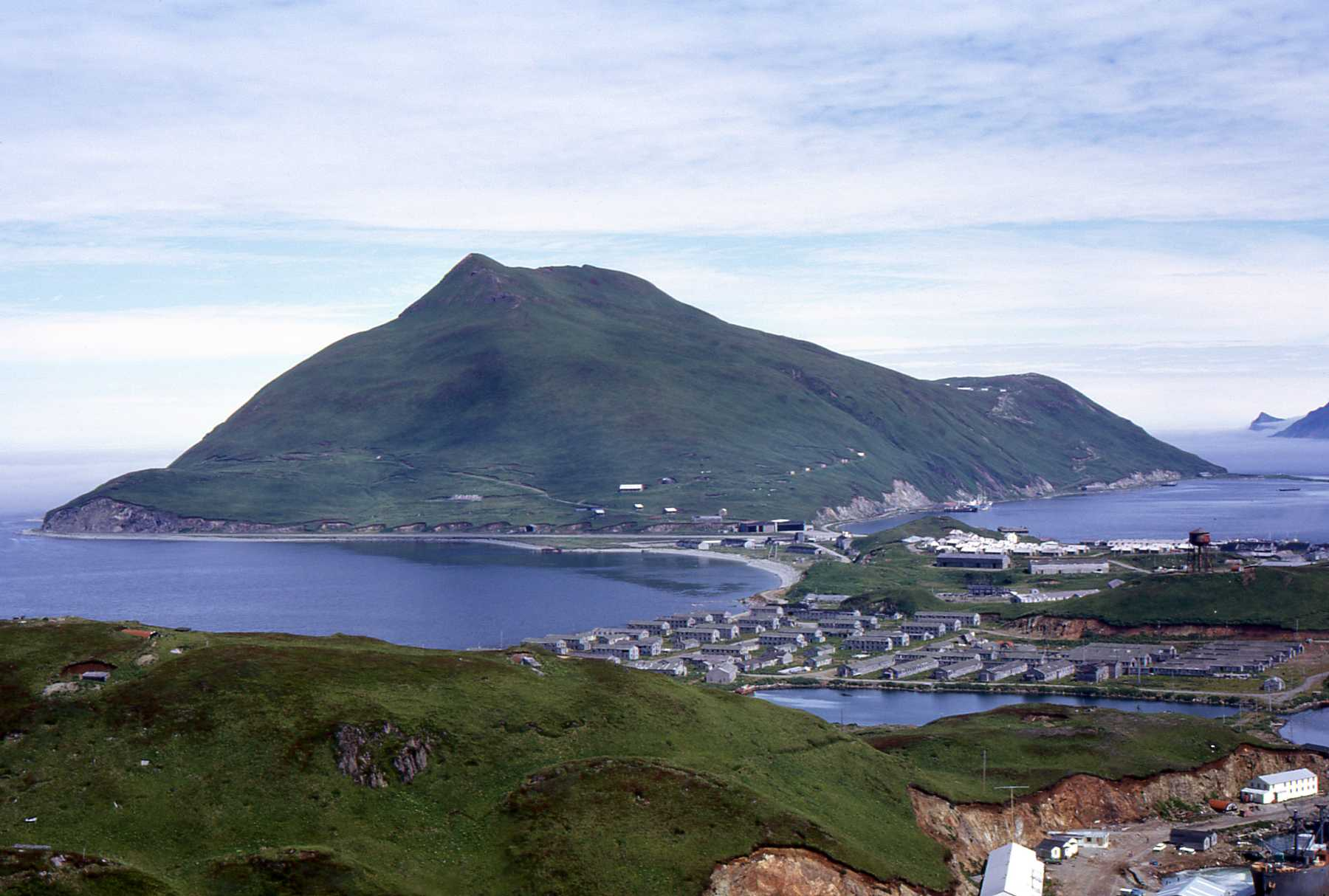
ダッチ・ハーバーとアメリカ海軍基地

ダッチハーバー (Dutch Harbor) は、アメリカ合衆国アラスカ州ウナラスカのアマクナック島にある港湾地区である。中黒を入れてダッチ・ハーバーとも表記する。

## 概要
オランダ船が最初に入航した事から「オランダ人の港」を意味する名前がつけられた。ウナラスカの人口自体、5,000人弱と少ないが、ベーリング海における漁業や通商の拠点となる重要な港である。またアメリカ軍基地がある。

## 歴史

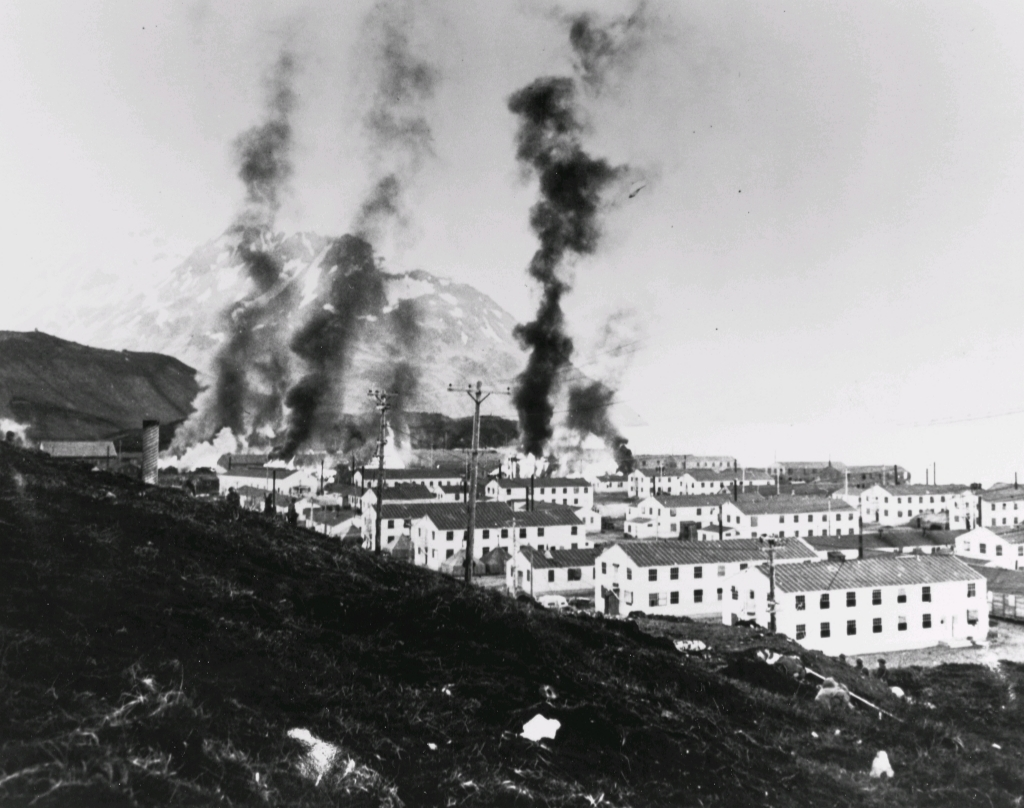
日本軍のダッチ・ハーバー空襲（1942年6月）

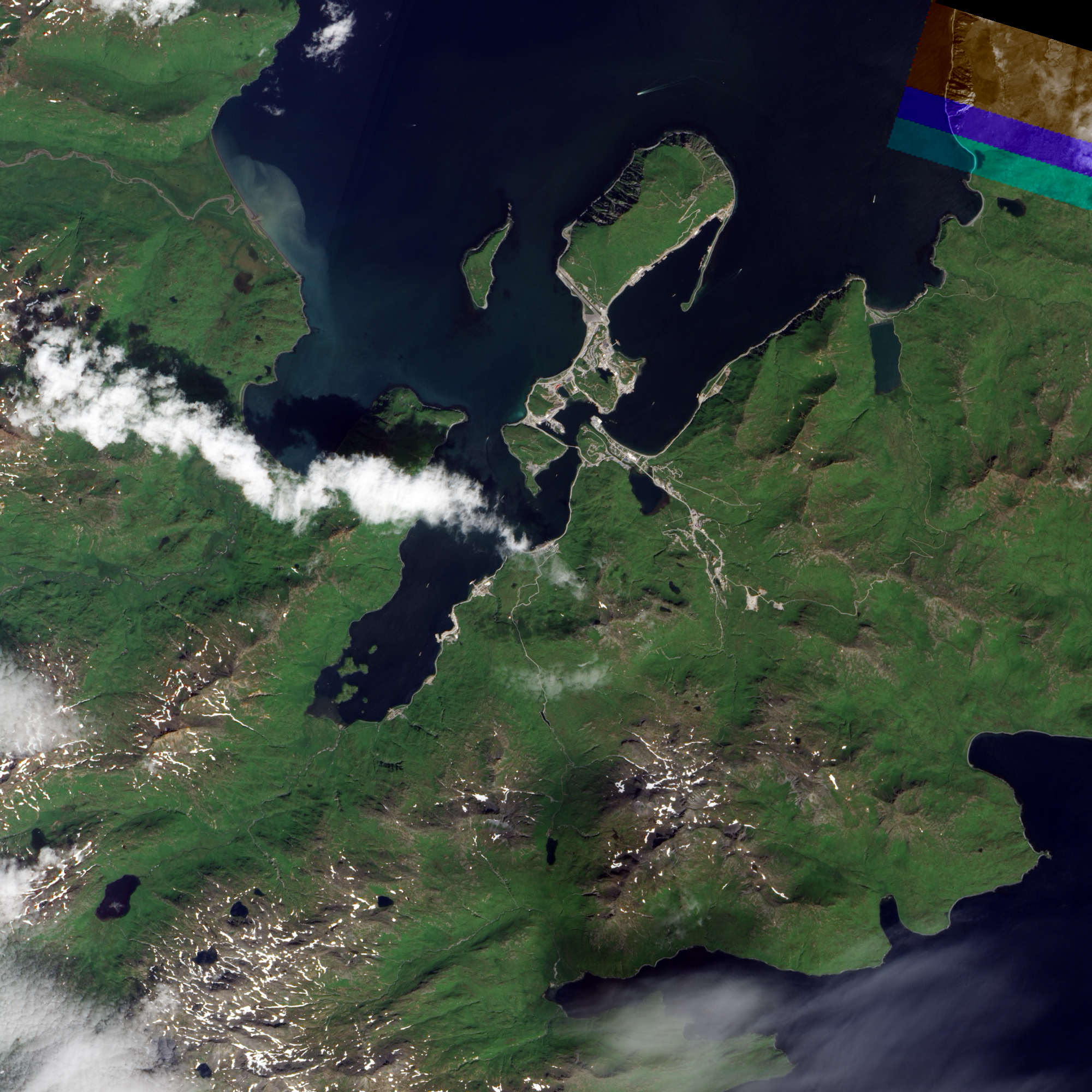
ダッチ・ハーバーの空撮

オランダ船が最初に入航したが、以降はロシア領であった。1867年4月9日にアメリカ国務長官のウィリアム・スワードが720万ドルでアラスカを購入し、それ以降、ラッコをはじめとした毛皮の取引や捕鯨基地として発達した。
1940年にアメリカ海軍がダッチハーバーに基地を設置したことから、開戦後は大日本帝国海軍の攻撃対象となった。
1942年6月にはミッドウェー海戦と連動する形で空母「龍驤」、「隼鷹」を基幹とする日本艦隊の航空隊による空襲を受け大きな被害を出したものの、日本陸海軍の上陸を受けることはなかった。
第二次世界大戦中はアメリカ軍の北方作戦の中心基地として機能した。その後も、冷戦期にはソ連と対峙する前線となった。

## 産業
漁業基地として栄えているほか、中型ジェット旅客機が離着陸できる空港もあることから、空港を拠点にスーパーマーケットのセーフウェイや釣具店、ホテルなど商店が集中して置かれ、アリューシャン列島における観光拠点ともなっている。
また第二次世界大戦以降現在に至るまでアメリカ海軍基地がおかれており、その敷地が中心地の多くを占めるとともに、ダッチハーバーの主要な収入源となっている。

## 交通
ウナラスカ空港とテッド・スティーブンス・アンカレッジ国際空港との間に、アラスカ航空の定期旅客便が運航されている。

## 動物
ハクトウワシが多数見られる。